# Grand Moyen-Orient

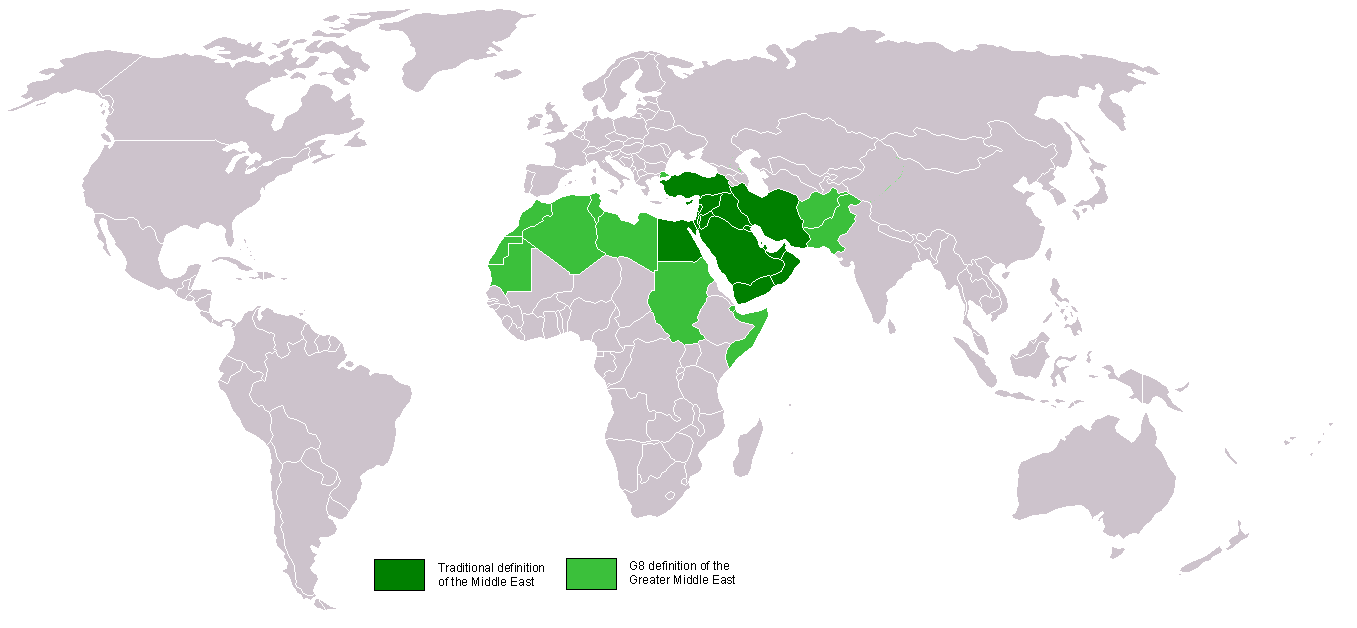
Le « Grand Moyen-Orient » vu par Washington, incluant le Moyen-Orient proprement dit, ainsi que le Maghreb, le Soudan, la Somalie, le Pakistan et l'Afghanistan.

Le « Grand Moyen-Orient » est un terme utilisé par le président George W. Bush et son administration pour désigner un espace s'étendant du Maghreb et de la Mauritanie au Pakistan et à l'Afghanistan, en passant par la Turquie, le Machrek et l'ensemble de la péninsule Arabique.  L’expression « Greater Middle East », où greater reste un adjectif comparatif, apparaît de façon épisodique à partir des années 1950 et a commencé à être utilisée de façon plus fréquente dans les analyses stratégiques américaines dès la fin des années 1970, mais c'est véritablement son emploi en 2004 qui a suscité la polémique.

## La doctrine de remodelage du Grand Moyen-Orient
Le président américain George W. Bush a d'abord évoqué la doctrine de « remodelage du Grand Moyen-Orient » le 26 février 2003 devant une réunion de néoconservateurs de l'American Enterprise Institute (AEI), avant de la développer le 9 mai 2003 dans un discours à l'université de Caroline du Sud.
L'initiative vise un vaste ensemble d'États, d'histoires et de cultures différentes. Il inclut d'une part les 22 pays de la Ligue arabe, soit les sept membres fondateurs - l'Égypte, l’Irak, le Liban, l’Arabie saoudite, la Syrie, la Jordanie, le Yémen nord - ainsi que le Yémen du Sud (unifié depuis 1991 avec le Yémen du Nord), le Bahreïn, le Qatar, les Émirats arabes unis, le Koweït, Oman, la Mauritanie, la Libye, le Maroc, la Tunisie, l’Algérie, le Soudan, la Somalie, Djibouti, les Comores et l'Organisation de libération de la Palestine. Il inclut également 5 États non arabes — la Turquie, Israël, l'Iran, le Pakistan et l'Afghanistan. L'initiative de partenariat au Moyen-Orient (Middle East Partnership Initiative), a ainsi été approfondie en une Initiative de Grand Moyen-Orient (Greater Middle East Initiative, GMEI), et vise à transformer le paysage politique et économique de cet ensemble. Lors de son discours sur l'état de l'Union du 24 janvier 2004, George Bush déclara ainsi : « Tant que le Moyen-Orient restera un lieu de tyrannie, de désespoir et de colère, il continuera de produire des hommes et des mouvements qui menacent la sécurité des États-Unis et de nos amis. Aussi, l’Amérique poursuit-elle une stratégie avancée de liberté dans le Grand Moyen-Orient », jetant ainsi les bases de ce qu'on appelle désormais la doctrine Bush.
Celle-ci a été l'objet de critiques, venant en particulier des pays concernés et d'Europe. On lui reproche d'ignorer l'hétérogénéité des États en question et de vouloir exporter la démocratie sans tenir suffisamment compte des facteurs locaux. Le plan fut alors remanié par Washington et, après avoir été promu par le vice-président Dick Cheney au forum de Davos du 26 janvier 2004, il fut adopté sous le nom de Partenariat pour le progrès et un avenir commun avec le Moyen-Orient élargi et l'Afrique du Nord lors du sommet du G8 à Sea Island en juin 2004 par les dirigeants du G8, l'Algérie, l'Afghanistan, Bahreïn, le Yémen, la Jordanie et la Turquie. Le projet fut à nouveau discuté lors du sommet de l'OTAN des 28 et 29 juin 2004 à Istanbul.
Selon Catherine Croisier, chercheuse associée à l'Institut de relations internationales et stratégiques (IRIS), « si cette initiative recueille sur le fond l’adhésion des membres de l’Union européenne, soucieux de voir s’inscrire la démocratie au Moyen-Orient, elle vient néanmoins perturber un partenariat euro-méditerranéen déjà à l’œuvre depuis une décennie ». Les Européens, et la France en particulier, se sont inquiétés de l’influence que les États-Unis pourraient chercher à étendre dans ce qu’ils considèrent souvent comme leur pré carré (notamment en ce qui concerne les pays du Maghreb), d’autant qu’à l’heure actuelle, ce sont les partenariats économiques et non politiques qui sont étudiés en priorité. C’est sous la pression européenne que fut modifiée l’appellation "Grand Moyen-Orient" qui ne prenait pas suffisamment en compte la diversité des pays concernés et que fut clairement reconnue l'action et le rôle de « conciliateur » de l'Europe en Méditerranée et dans le monde arabe.
L'invasion de l'Afghanistan en 2001 puis celle d'Irak en 2003 ont été les deux premières opérations du projet de remodelage du Grand Moyen-Orient des néoconservateurs américains, réunis derrière le président Bush, le vice-président Dick Cheney et le secrétaire à la défense Donald Rumsfeld, qui visent à étendre l'influence des États-Unis dans ces régions stratégiques du globe. Washington prétend ainsi favoriser le développement démocratique dans l'ensemble de ces pays, aider ces pays à s'insérer dans l'économie mondiale, et soutenir l'émancipation des femmes.

## Critiques du concept de «Grand Moyen-Orient»

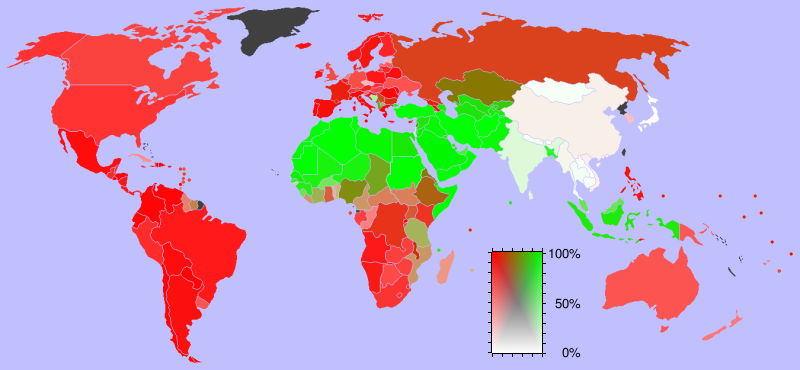
Le « Grand Moyen-Orient » coïncide en grande partie avec des pays peuplés de musulmans (islam en vert, christianisme en rouge).

L'énumération des différentes régions comprises dans la formule de « Grand Moyen-Orient » montre la difficulté de les réduire à une seule expression et de les amalgamer en un « bloc de civilisation », attisant ainsi l'hypothèse d'un « choc des civilisations ». En effet, ces différentes régions ne sont unies ni par la religion, ni par l'origine ethnique des populations, ni même par une histoire commune. Si l'islam est majoritaire, il y a dans ces pays d'autres religions présentes, notamment dans l'État d'Israël et dans la République libanaise.
L'expression ne recouvre donc pas le monde musulman, qui s'étend en Asie, en particulier en Indonésie. Le « Grand Moyen-Orient » ne recouvre pas non plus le monde arabo-musulman, puisqu'il inclut l'Iran, la Turquie, Israël, l'Afghanistan et les populations caucasiennes et d'Asie centrale qui n'ont rien d'arabe et le Liban qui est un État multiconfessionnel. Aussi, la pertinence de ce concept est mise en cause par de nombreux observateurs de ces différentes parties du monde, et semble être davantage le fruit d'une vision idéologique de l'équipe en place à Washington, dénoncée par ses détracteurs comme une nouvelle forme d'ingérence impérialiste américaine, davantage qu'un outil possédant une quelconque valeur heuristique ou scientifique. On l'accuse ainsi de présenter une large part de messianisme, dans le fil de la doctrine Monroe. 
Elle représente une impasse géopolitique dans la mesure où elle ne permet pas de saisir les divisions internes à cet ensemble de territoires. L'enlisement du conflit irakien en une lutte fratricide entre factions chiites et sunnites ou la victoire de mouvements islamistes lors d'élections libres, tels le Hamas aux élections législatives palestiniennes de janvier 2006, prouvent l'inopérabilité du projet américain.
En outre, de nombreuses critiques s'élèvent contre la guerre en Irak, certaines[réf. souhaitée] affirmant que la guerre a eu pour objectif de satisfaire les intérêts particuliers de l'équipe Bush. Washington avait soutenu que Saddam Hussein cherchait à se doter d'armes de destruction massive (ADM) et prôna une guerre préventive sans attendre les résultats de l'enquête de l'AIEA. Interrogé par L'Humanité, Pascal Boniface, directeur de l’IRIS, déclarait que « les Américains ont prôné le modèle du coup de pied dans la fourmilière, y compris par la guerre. Le bilan de celle d’Irak apparaît largement et globalement négatif. Les adversaires de cette politique estiment que l’on peut appuyer de l’extérieur un mouvement démocratique mais que celui-ci doit avant tout être le fruit d’un processus interne », tandis que Diaa Rashwan (en), chercheur égyptien, rappelait que partout où des élections s'étaient tenues dans les pays du « Grand Moyen-Orient », les mouvements islamistes avaient progressé de façon phénoménale, du Maroc au Pakistan en passant par l’Égypte, l’Irak mais aussi la Palestine.